# Canillá
Canillá é uma cidade da Guatemala do departamento de El Quiché.